# Carl Anton Graff

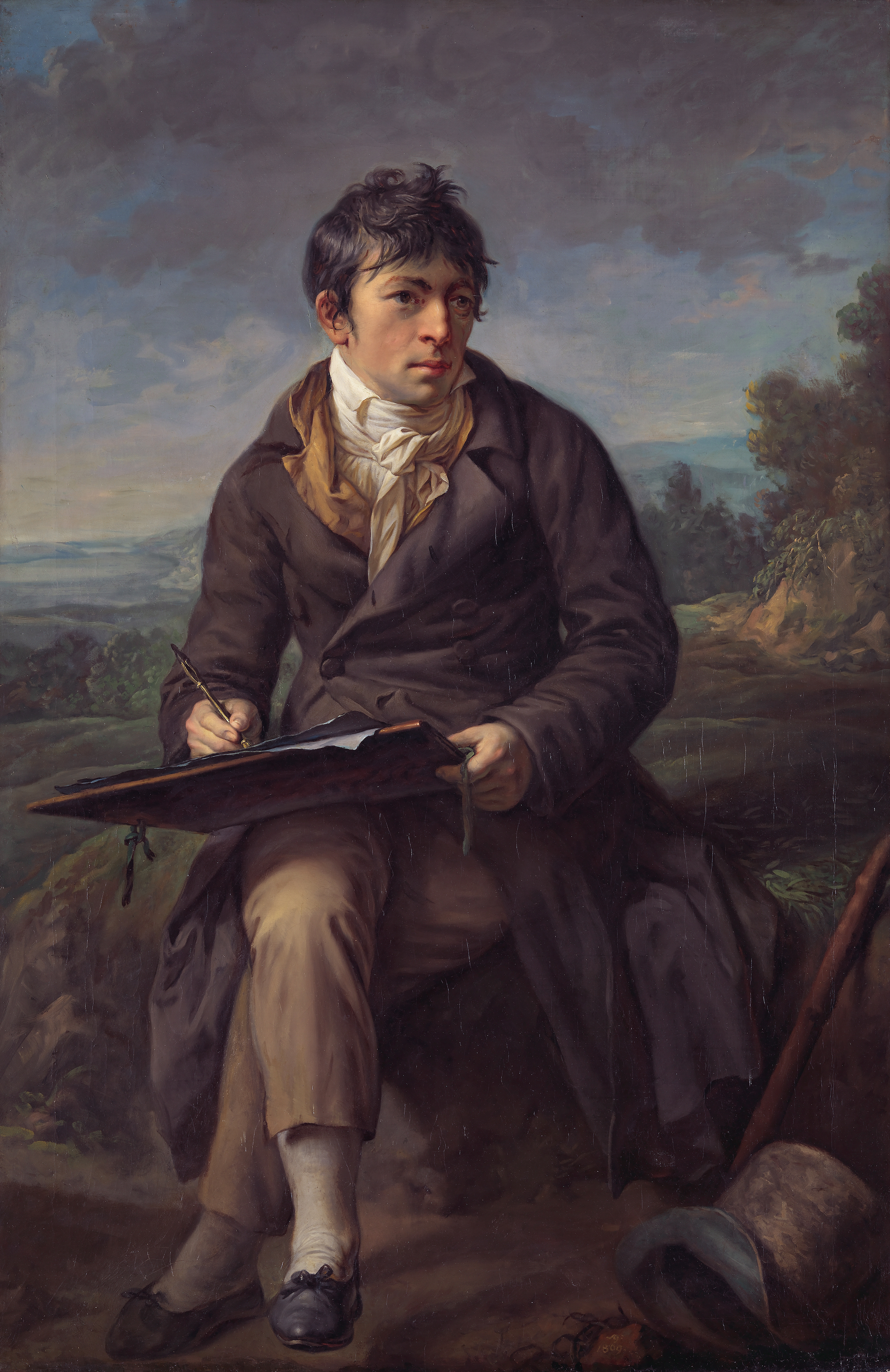
Carl Anton Graff (1809). Porträtiert von seinem Vater Anton Graff.

Carl Anton Graff (* 31. Januar 1774 in Dresden; † 9. März 1832 ebenda) war ein Maler und Zeichner, der sich vornehmlich der Landschaftsmalerei widmete.

## Leben

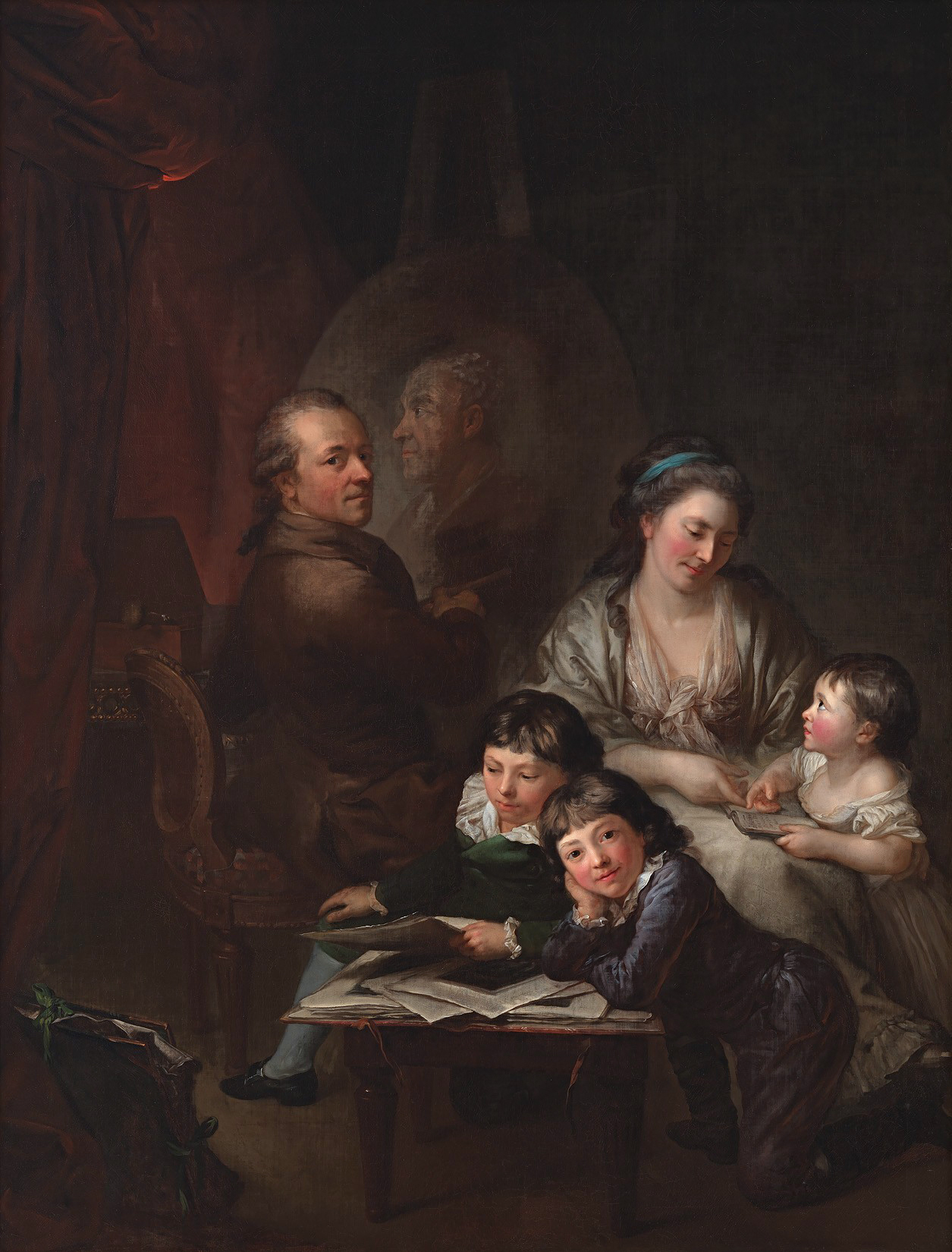
Selbstporträt von Anton Graff mit seiner Familie (1785). Im Hintergrund Anton Graff mit dem entstehenden Porträt seines Schwiegervaters Johann Georg Sulzer auf der Staffelei. Im Vordergrund die beiden Söhne Carl Anton und Georg, der seinen Arm auf die Tischplatte stützt, um den zum Betrachter gedrehten Kopf zu halten. Daneben Graffs Ehefrau Elisabetha Sophie Augusta mit dem Töchterchen Caroline Susanne. Dieses Gemälde entstand als Auftragsarbeit für Peter von Biron und war ab 1786 in dessen Besitz auf Schloss Friedrichsfelde. Heute im Museum Oskar Reinhart.

Carl Anton Graff war der Sohn von Anton Graff und dessen Ehefrau Elisabetha Sophie Augusta (1753–1812), geb. Sulzer. Seine Mutter war die Tochter des Theologen Johann Georg Sulzer. Der Taufpate von Carl Anton Graff war Adrian Zingg, ein Freund und Malerkollege seines Vaters. Graff hatte vier Geschwister, die jedoch teils kurz nach der Geburt gestorben sind. Zusammen mit seiner Schwester Caroline Susanne (geb. 1781), sie heiratete den Maler Karl Ludwig Kaaz, einen Schüler ihres Vaters, war er der einzige Nachkomme, der seine Eltern überlebte. Als Anton Graff 1813 starb, hinterließ dieser seinen beiden überlebenden Kindern ein Vermögen von 40.000 Talern.
Carl Anton Graff, der sich nicht wie sein Vater der Porträtkunst, sondern der Landschaftsmalerei widmete, hatte die handwerklichen Grundbegriffe bei seinem Vater gelernt. Nach Meinung von Ludwig Richter aber auch nicht mehr. Richter bemerkte sarkastisch: „Nun war einer der Hausfreunde Papas der Landschaftsmaler [Carl Anton] Graff, Sohn des berühmten Porträtmalers. Er besuchte uns fast alle Sonntage ein Stündchen, wo er sich mit dem Vater in Erinnerungen an ihre Schülerzeit erging; (...) [Carl Anton] Graff hatte indes nichts von seines Vaters Talent geerbt (...) Sein ganzes Atelier hing voll unzähliger Ansichten des Tetschener Schlosses, von allen zweiunddreißig Seiten der Windrose aufgenommen; über den langen, glatten Fassaden des Schlosses mit seinen gleichmäßigen Fensterreihen lächelte ein ewig blauer, womöglich wolkenloser Himmel. Da [Carl Anton] Graff von einem kleinen Vermögen leben konnte, auch nicht verheiratet, sondern ein stets glatt gebügelter, eleganter Hagestolz war, so malte er auch nur, wenn ihm die Langeweile zu langweilig wurde, lebte im Sommer beim Grafen Thun in Tetschen in angenehmen geselligen Verhältnissen und ließ sich der Kunst wegen kein graues Haar wachsen.“
Seine weitere Ausbildung absolvierte Carl Anton Graff hauptsächlich bei seinem Patenonkel Adrian Zingg.
Von 1796 bis 1798 war der aus Anton Graffs Heimatstadt Winterthur stammende angehende Landschaftsmaler und Radierer Emanuel Steiner (1778–1831) Anton Graffs Schüler. Carl Anton Graff freundete sich mit Emanuel Steiner an. Am 27. Juni 1801 traten die beiden gemeinsam eine Studienreise an. Diese führte sie über die Schweiz und Mailand nach Rom. Carl Anton Graff blieb bis Ende 1807 in Rom. Sein Vater schickte ihm regelmäßig Briefe an seine Korrespondenzadresse: al Signore Carlo Graff pittore al caffè greco Strada Condotti a Roma. Von dem regen Briefwechsel zwischen Vater und Sohn zeugt auch das Schreiben vom 13. Juli 1804. Darin nimmt Anton Graff wie folgt Stellung zu einem ihm von seinem Sohn aus Rom zugesandten Bild: „Deine Landschaft, die Du mir geschickt hast, hat mir ziemlich gefallen, die Hauptsache ist gut, aber die Farbe ist zu schwach, es sieht mehr einer Zeichnung ähnlich; ich stelle mir die italienischen Gegenden sehr schön an Farbe vor, das fehlt freilich Deiner Arbeit noch.“
Nach dem Tod seines Schwagers Karl Ludwig Kaaz 1810 nahm er sich in väterlicher Weise der beiden unmündigen Töchter seiner Schwester Caroline Susanne an. Carl Anton Graff galt auch als vorzüglicher Violinenspieler. Von seinen relativ wenigen gezeichneten und gemalten Landschaften ist nur ein kleiner Teil bekannt geworden.
Carl Anton Graffs Nachlass wurde 1832 in einer Auktion in Dresden versteigert. Darunter waren auch zahlreiche Werke seines Vaters.